# Xavier Wulf
Xavier Beard (ur. 24 października 1992 w Memphis) znany szerzej pod pseudonimem Xavier Wulf lub Ethelwulf oraz The Local Men – amerykański raper i producent muzyczny. Jego singel z 2014 roku Psycho Pass pokrył się złotą płytą. Pojawił się gościnnie na mixtapie Lil Peepa, Hellboy. Krążek osiągnął 52 miejsce na liście Billboard 200. Wulf współpracował też z takimi artystami jak Smokepurpp oraz Skepta. Xavier Wulf jest uważany za legendę podziemnej sceny w Stanach Zjednoczonych.

## Kariera
Beard urodził się w 1992 roku w Memphis w stanie Tennessee. Zaczął rapować jako nastolatek. Po rzuceniu szkoły i odbyciu kary więzienia za posiadanie marihuany, Beard wydał swoje pierwsze nagrania pod pseudonimem Ethelwulf. Następnie dołączył do kolektywu Raider Klan. W 2012 roku pod pseudonimem Ethelwulf ukazał się jego debiutancki mixtape The Wolf Gang's Rodolphe. W 2013 roku wystąpił z Raider Klan w programie Boiler Room.
Wiosną 2013 roku opuścił Raider Klan i przyjął pseudonim Xavier Wulf. W latach 2013–2015 przeniósł się do Los Angeles w Kalifornii i wydał swoje pierwsze dwa albumy studyjne Blood Shore Season 1 i Blood Shore Season 2 pod szyldem wytwórni The Hollow Squad. W lutym 2015 roku ukazał się kolejny album Tundra Boy Season One. W 2016 roku pod pseudonimem The Local Men Beard wydał album o tej samej nazwie.
Od 2014 roku Wulf jest członkiem kolektywu Seshollowaterboyz z byłymi członkami Raider Klanu, Chrisem Travisem i Eddym Bakerem, oraz z raperem Bonesem. 
W 2016 roku dał swój pierwszy koncert za granicą w Toronto w Kanadzie. W 2017 roku Wulf występował wraz ze swoją formacją Seshollowaterboyz na największym festiwalu hip-hopowym Rolling Loud. W 2018 roku wystąpił z Bonesem w Moskwie na festiwalu Booking Machine. W tym samym roku odbyła się też trasa American Wasteland Tour. W 2019 roku Wulf odbył europejską trasę koncertową, grał m.in. w Niemczech oraz na Węgrzech.
Na początku 2020 roku nagrał piosenkę Don't Touch the Remote z producentem Marcelo dla kanału telewizyjnego Adult Swim. W marcu i kwietniu 2020 roku pojawił się na Headline Inaugural Vengeance Tour w Stanach Zjednoczonych z raperem Attilą. 

## Styl muzyczny
Styl muzyczny Wulfa można przypisać do podgatunków hip-hopu, Down South i Memphis Rap. Muzycznie Wulf inspirował się artystami z miasta Memphis, takimi jak B. Three Six Mafia oraz 8Ball i MJG.

## Dyskografia

### Albumy studyjne
- 2014 – Blood Shore Season 1
- 2014 – Blood Shore Season 2
- 2015 – Tundra Boy Season One
- 2015 – Project X
- 2016 – The Local Man
- 2018 – Sitting Wulf
- 2018 – East Memphis Maniac
- 2020 – BRACE (wraz z Bones)
- 2020 – Bennington Forest
- 2022 - Blood Shore Season 3

### Mixtape
- 2013 – ダサい (z Bones)
- 2013 – Caves (z Bones)

### EP
- 2013 – To Be Continued
- 2013 – Shut Up And Listen
- 2013 – Sitting Wulf EP
- 2013 – Comin’ 4 You
- 2014 – Rare Wulf
- 2017 – Check It Out
- 2020 – Don’t Touch That Remote
- 2020 – Trophy Boyz
- 2020 – Cross Cuttin